# Friedrich Wilhelm Krzywanek
Friedrich Karl Wilhelm Krzywanek (* 10. Mai 1896 in Neiße; † Februar 1946) war ein deutscher Veterinärphysiologe.

## Leben
Geboren als Sohn des Justizinspektors Carl Krzywanek und der Bertha, geborene Knappe, besuchte Friedrich Wilhelm Krzywanek das Realgymnasium in Lüben, an dem er im August 1914 die Not-Reifeprüfung ablegte. Im Wintersemester 1914/15 immatrikulierte er sich an der philosophischen Fakultät der Universität Breslau, musste aber in der Folge wegen des Ersten Weltkriegs, an dem er als Kriegsfreiwilliger an der Westfront teilnahm, das Studium unterbrechen. Zum Kriegsende hin ging er zum Studium der Veterinärmedizin an die Tierärztliche Hochschule Dresden. 1918 wurde er Mitglied des Corps Saxonia Dresden, des späteren Corps bzw. Landsmannschaft Saxo-Borussia Leipzig. Nach Abschluss des Studiums im Juni 1921 und Promotion zum Dr. med. vet. einen Monat später wurde er Assistent bei Carl Arthur Scheunert am Tierphysiologischen Institut der Landwirtschaftlichen Hochschule Berlin. Mit der Berufung Scheunerts an die Universität Leipzig wechselte er als dessen Assistent an das dortige Veterinärphysiologische Institut. 1926 habilitierte er sich in Leipzig im Fach Veterinärphysiologie und erhielt die Venia legendi. 1929 wurde er zum nicht planmäßigen außerordentlichen Professor ernannt und erhielt im folgenden Jahr einen Lehrauftrag für Angewandte Physiologie an der veterinärmedizinischen Fakultät in Leipzig. Am 1. April 1933 nahm er einen Ruf zum ordentlichen Professor für Veterinärphysiologie und Direktor des Veterinärphysiologischen Instituts der Tierärztlichen Hochschule Berlin an, die 1934 in die Friedrich-Wilhelms-Universität Berlin eingegliedert wurde. Zu Beginn des Zweiten Weltkriegs wurde er als Stabsveterinär eingezogen, aber bereits nach drei Monaten wieder vorläufig entlassen. Am 2. Dezember 1941 wurde er zum Dekan der Veterinärmedizinischen Fakultät ernannt. Im Sommer 1944 begab er sich zur Kurierung eines chronischen Knieleidens nach Bad Saarow. Er geriet in sowjetische Kriegsgefangenschaft, in der er im Februar 1946 verstarb.
Krzywanek forschte über den Blutzucker der Wiederkäuer, die Pankreassekretion der kleinen Wiederkäuer und über die Ernährung des Geflügels. Weiterhin engagierte er sich für den Ausbau der tierpsychologischen Forschung.

## Schriften
- Vergleichende Untersuchungen über die immunisierende Wirkung von Antektrol, Abortin usw. auf damit gegen den infektiösen Abortus geimpfte Rinder, 1921
- Vergleichende Untersuchungen über die Mechanik der Verdauung, 1926
- Die Bedeutung der Vitamine in der Pelztierzucht, 1929
- Die Kost in bäuerlichen Haushaltungen, 1932 (mit Arthur Scheunert)
- Lehrbuch der Veterinär-Physiologie, 1939, 2. neubearbeitete Auflage 1944 (mir Arthur Scheunert und Alfred Trautmann)